# Elisabeth Domitien
Elisabeth Domitien (1925 - Bimbo, 26 de abril de 2005) foi uma política centrafricana.
A Primeira-Ministra da República Centro-Africana (CAR) foi uma proeminente líder de negócios e ativista dos direitos das mulheres. Ela nasceu em Bangui, na antiga colônia de Ubangi-Shari, que fazia parte da África Equatorial Francesa, atualmente parte da República Centro-Africana. Ela pertence à etnia Mbaka (Ngbaka), que reside na região de Lobake.
Foi a primeira mulher a ocupar o cargo de primeira-ministra da República Centro-Africana e, por consequência, a primeira governante eleita de toda a África.

## Biografia

### Primeiros anos
Recebeu instrução rudimentar em leitura e escritura em uma escola católica. Passou grande parte de seu tempo trabalhando no campo vendendo produtos agrícolas. Com o tempo, estabeleceu-se como agricultora e mulher de negócios. Aos 20 anos envolveu-se na luta pela libertação.

### Carreira
Mobilizou à população com seus discursos em Sangho. Converteu-se na chefa do grupo de mulheres no movimento de independência, o Movimento pela Evolução Social da África Negra (MESAN). Colaborou estreitamente com Barthélemy Boganda, o fundador do movimento. A independência da República Centro-Africana tornou-se independendente em 1960 e Domitien trabalhou como assessora política para o primeiro presidente da República Centroafricana, David Dacko, e o comandante em chefe Jean-Bédel Bokassa.
Em 1972, Bokassa (que tinha tomado o poder em 1966) a nomeou vice-presidenta do MESAN e em 1973 dirigiu o primeiro congresso nacional de agricultores centroafricanos. Em 2 de janeiro de 1975 o presidente mudou o gabinete e nomeou a Domitien como primeira ministra. A nomeação, segundo analistas, deveu-se à declaração de 1975 como Ano Internacional da Mulher e Bokassa queria destacar a nível internacional com a nomeação de uma mulher em posição de liderança.
No cargo, libertou detentos que tinham sido presos sem julgamento. Sua relação com Bokassa piorou quando ele quis se proclamar imperador. Como Domitien opôs-se ao plano, foi demitida junto com seu gabinete em 7 de abril de 1976.
Depois da derrubada de Bokassa em setembro de 1979, Domitien foi presa e processada por encobrir a extorsão cometida pelo ex-presidente durante seu mandato como primeira ministra. Cumpriu uma breve condenação de prisão e foi julgada em 1980, sendo então proibida de regressar à política. Nos anos 1990 recebeu uma compensação pelo trato recebido. Continuou trabalhando como empresária até sua morte em 2005.